# Харкнесс, Харви Уиллсон
Ха́рви Уи́ллсон Ха́ркнесс (англ. Harvey Willson Harkness; 1821—1901) — американский миколог, один из первых микологов, исследовавших флору грибов Калифорнии.

## Биография
Харви Уиллсон Харкнесс родился 25 мая 1821 года в городе Пелхэм штата Массачусетс седьмым ребёнком в семье шотландского происхождения. Харви учился в Беркширском медицинском колледже, в 1847 году стал врачом. В 1849 году Харкнесс с группой золотоискателей переехал в Калифорнию. С 1850 года он жил в Сакраменто. Харви принял участие в основании школы в Сакраменто, впоследствии названной его именем. В 1854 году Харви Харкнесс женился на Амелии Грисвольд, однако через несколько месяцев она умерла. В 1869 году Харкнесс ушёл на пенсию. Он познакомился с некоторыми строителями Трансконтинентальной железной дороги, 10 мая 1869 года Харви Уиллсон принял участие в церемонии укладывания её последней шпалы. Затем Харви переехал в Сан-Франциско. В 1869 году он также несколько раз путешествовал в восточные штаты США, в Европу и в северную Африку. 17 ноября 1869 года он по приглашению Исмаила-Паши присутствовал при открытии Суэцкого канала. 4 сентября 1871 года Харкнесс был избран в Калифорнийскую Академию наук, в 1879, 1884 и 1885 годах был её вице-президентом. С января 1887 по январь 1896 Харкнесс был президентом Академии. Харви Харкнесс скончался 10 июля 1901 года в Сан-Франциско.

## Некоторые научные работы
- Harkness, H.W.; Moore, J.P. Catalogue of the Pacific Coast fungi. — San Francisco: California Academy of Sciences, 1880. — 46 p.

## Роды грибов, названные в честь Х. У. Харкнесса
- Harknessia Cooke, 1881
- Harknessiella Sacc., 1889